# Барр (Нью-Йорк)
Барр (англ. Barre) — місто (англ. town) в США, в окрузі Орлінс штату Нью-Йорк. Населення — 1843 особи (2020).

## Демографія
Згідно з переписом 2010 року, у місті мешкало 2025 осіб у 774 домогосподарствах у складі 575 родин. Було 827 помешкань
Расовий склад населення:
| - 94,8 % — білих - 0,9 % — чорних або афроамериканців - 0,8 % — азіатів - 0,6 % — корінних американців - 1,4 % — осіб інших рас |

До двох чи більше рас належало 1,4 %. Частка іспаномовних становила 3,3 % від усіх жителів.
За віковим діапазоном населення розподілялося таким чином: 21,1 % — особи молодші 18 років, 63,7 % — особи у віці 18—64 років, 15,2 % — особи у віці 65 років та старші. Медіана віку мешканця становила 43,1 року. На 100 осіб жіночої статі у місті припадало 105,6 чоловіків;  на 100 жінок у віці від 18 років та старших — 107,3 чоловіків також старших 18 років.
Середній дохід на одне домашнє господарство  становив 70 272 долари США (медіана — 58 828), а середній дохід на одну сім'ю — 71 584 долари (медіана — 67 321). Медіана доходів становила 48 583 долари для чоловіків та 37 305 доларів для жінок. За межею бідності перебувало 8,7 % осіб, у тому числі 12,9 % дітей у віці до 18 років та 5,3 % осіб у віці 65 років та старших.
Цивільне працевлаштоване населення становило 919 осіб. Основні галузі зайнятості: освіта, охорона здоров'я та соціальна допомога — 24,9 %, виробництво — 14,8 %, публічна адміністрація — 8,5 %, роздрібна торгівля — 7,2 %.